# TOI-540 b
TOI-540 bとは、地球からがか座の方向に約45.7光年離れた場所に位置する恒星 TOI-540 の周囲を公転している太陽系外惑星である。

## 概要
| 地球 | TOI-540 b |
| ---- | --------- |
| 地球 | Exoplanet |

TOI-540 bは、TESSによるトランジット法を用いた観測で発見された。大きさは地球の約0.9倍と、地球よりも小さな惑星である。主星から受けるエネルギーは地球が太陽から受けるエネルギーの23.4倍（水星の3.5倍）とされており、表面温度は338℃にもなる。チリのセロ・トロロ汎米天文台による後の観測で惑星の存在が確認された。

## 主星
主星であるTOI-540は、2MASS J05051443-4756154やUCAC4 211-005570とも呼称されており、質量は太陽の16%、大きさは太陽の0.19倍の赤色矮星である。惑星を持つ恒星であるTRAPPIST-1も自転速度が速いが、TOI-540はより速いことが判明している（自転周期は17.4時間）。